# Frymburk (Boêmia do Sul)
Frymburk é uma comuna e cidade mercantil checa localizada na região da Boêmia do Sul, distrito de Český Krumlov‎.